# Bingbot
Bingbot é um robô de rastreamento da web (um tipo de internet bot) implantado pela Microsoft em outubro de 2010 para fornecer o Bing. Ele recolhe documentos da web para construir um índice pesquisável para o mecanismo de busca Bing e executa a mesma função que o Googlebot, do Google. Uma sequência de caracteres do agente de usuário típico é "Mozilla/5.0 (compatível; bingbot/2.0; +http://www.bing.com/bingbot.htm)". Isso aparece nos registros do servidor web para informar o webmaster quem está solicitando um arquivo. Cada webmaster é autorizado utilizar o identificador do agente, "bingbot", para bloquear ou permitir o acesso ao seu site (por padrão, o acesso é permitido). Se caso eles não quiserem conceder o acesso, eles podem utilizar o Protocolo de Exclusão de Robôs para bloqueá-lo — dependendo do suposto bom comportamento do bingbot — ou utilizar outros meios específicos do servidor (dependendo do servidor web para fazer o bloqueio do acesso).